# 隠岐隆俊
隠岐 隆俊（おき たかとし）は、江戸時代中期の地下官人。八条隆英の孫・真田隆義の子。

## 概要
『地下家伝』には「（島田）元直朝臣男」とあるが、『地下官人家伝』には「実八条前権中納言藤原隆英卿孫真田隼人藤原隆義男」とある。隆義は「八条家譜」には八条隆輔の子とある。
享和3年（1803年）12月4日には、仙洞御所の小上臈であった伯母・藤井局の推挙により、11歳で青蓮院門跡に仕えている。文化2年（1805年）7月5日には実父・真田隆義が亡くなっているものの、同4年（1807年）12月には門主から愛宕の家号を賜っている。
文政3年（1820年）1月26日には、坊官・隠岐家を再興した。